# Mannophryne trinitatis
Mannophryne trinitatis (tên thông thường trong các ngôn ngữ: Yellow-throated Frog, Ranita Montanera, hoặc Sapito Acollarado Costero) là một loài ếch thuộc họ Dendrobatidae.
Loài này có ở Trinidad và Tobago và Venezuela.
Môi trường sống tự nhiên của chúng là rừng ẩm vùng đất thấp nhiệt đới hoặc cận nhiệt đới, vùng núi ẩm nhiệt đới hoặc cận nhiệt đới, sông ngòi, sông có nước theo mùa, đầm nước ngọt, đầm nước ngọt có nước theo mùa, và carxtơ nội địa.
Chúng hiện đang bị đe dọa vì mất môi trường sống.

## Hình ảnh